# MAC-10
Die MAC-10 der US-amerikanischen Waffenfirma Military Armament Corporation ist eine leichte, überwiegend aus Stahlblech-Pressteilen hergestellte Maschinenpistole, die seit 1970 produziert wird. Sie wurde von Gordon Ingram entwickelt.
Die MAC-10 (Modell 10) ähnelt einer kleinen Uzi, mit der sie oft verwechselt wird. Das Funktionsprinzip beider Waffen ist identisch, es sind einfache Rückstoßlader mit zuschießendem Verschluss. Am Abzug befindet sich ein Sicherungshebel und auf der linken Seite der MP ist der Feuerwahlhebel angebracht. Der Verschluss kann zusätzlich durch Drehen des geschlitzten Spannhebels an der Oberseite verriegelt werden, so dass die Gefahr eines unbeabsichtigten Schusses weiter vermindert wird. Durch Betätigen eines Knopfes hinter dem Griffstück kann die einfach gehaltene Schulterstütze ausgezogen werden. Aufgrund der hohen Feuergeschwindigkeit ist das Stangenmagazin bei Dauerfeuer in 1,6 Sekunden leergeschossen.
Vorne am Lauf befindet sich ein Gewinde zur Montage eines optionalen Schalldämpfers. Neben der MAC-10 in den Kalibern 9 × 19 mm und .45 ACP gibt es gleich aussehende kleinere Varianten wie die MAC-11 (Modell 11) für .380 ACP. Ihre geringe Größe erlaubt der MAC-Baureihe eher einen Einsatz im Gebiet der Selbstverteidigung bzw. Personenschutz als im militärischen Bereich. Sie wurde eine gewisse Zeit lang vom britischen SAS verwendet, jedoch wurde sie 1977 von der HK MP5 verdrängt.